# Lache (Solingen)
Lache ist eine aus einer Hofschaft hervorgegangene Ortslage in der bergischen Großstadt Solingen. 

## Lage und Beschreibung
Lache liegt südlich von Höhscheid und westlich von Widdert im nur dünn besiedelten Süden des Solinger Stadtgebiets. Der Ort befindet sich auf einem Höhenzug zwischen dem Weinsberger Bach im Norden und dem Vormeiswinkeler Bach im Südwesten. Das bewaldete Weinsberger Bachtal nördlich von Lache ist als Naturschutzgebiet Weinsberger Bachtal ausgewiesen. Über den Höhenzug führt in Ost-West-Richtung als Höhenrückenstraße die nach dem Ort benannte Lacher Straße, die Widdert mit der Wipperaue verbindet.
Den Ort prägt bis heute die Landwirtschaft, die Hänge rund um den Ort sind umgeben von Feldern und Weiden. Sie gehören zum landwirtschaftlichen Betrieb der Familie Conrads, die neben Lebensmitteln wie Erdbeeren auch Nordmanntannen als Weihnachtsbäume anbauen.
Benachbarte Orte sind bzw. waren (von Nord nach West): Strupsmühle, Mittelhöhscheid, Enderskotten, Johänntgesbruch, Kulle, Eintracht, Caspersfeld, Hinten- und Vormeiswinkel sowie Untenhöhscheid.

## Etymologie
Der Ortsname wird von Hans Brangs als Teich, Pfütze oder Grenzzeichen gedeutet.

## Geschichte
Lache ist als Einzelhof seit dem 16. Jahrhundert nachweisbar. Im Jahre 1715 ist der Ort in der Karte Topographia Ducatus Montani, Blatt Amt Solingen, von Erich Philipp Ploennies mit einer Hofstelle verzeichnet und als Loch benannt. Der Ort wurde in den Registern der Honschaft Widdert innerhalb des Amtes Solingen geführt. Die Topographische Aufnahme der Rheinlande von 1824 verzeichnet den Ort als Lachen, die Preußische Uraufnahme von 1844 verzeichnet ihn ebenso als Lachen. In der Topographischen Karte des Regierungsbezirks Düsseldorf von 1871 ist der Ort als i d Lachen verzeichnet. Die Preußische Neuaufnahme von 1893 verzeichnet den Ort in der heute gebräuchlichen Form als Lache. 
Nach Gründung der Mairien und späteren Bürgermeistereien Anfang des 19. Jahrhunderts gehörte der Ort zur Bürgermeisterei Höhscheid, die 1856 zur Stadt erhoben wurde.
Mit der Städtevereinigung zu Groß-Solingen im Jahre 1929 wurde Lache ein Ortsteil Solingens. 